# 4-isopropilheptano
El 4-isopropilheptano es un alcano de cadena ramificada con fórmula molecular C10H22.